# Страшимирит
Страшимирит (MMA (IMA) символ: Ssh) е моноклинен минерал съдържащ арсен, мед, водород и кислород. Химичната му формула е Cu8(AsO4)4(OH)4.5(H2O) със съдържание на вода и цинк. Минералът е открит и изучен от Йорданка Минчева-Стефанова в полиметалното находище Запачица, разположено по северните склонове на връх Изремец, край Своге през 1960 г. Наименуван е в чест на акад. Страшимир Димитров, професор по минералогия и петрография в Софийския университет. Одобрен е от Международната минералогична асоциация за нов вид минерал през 1968 г. За него е известено в научна статия, публикувана в „Записки Всесоюзного минералогического общества“ през същата година.
Орудяването е медно, вложено в пясъчници и е обхванато от процеси на изветряне. Среща се във финолюспести до влакнести агрегати, които образуват отделни сферолити или кори с гроздовидни повърхности. Размерите на сферолитите са до 0,5 mm, а дебелината на коричките е между 0,1 и 1,5 mm, рядко достига до 3 mm. Цветът в малките сферолити е бял със зеленикъв оттенък, а в по-добре развитите корички е бледозелен. Люспиците са с бисерен блясък.